# Куп Југославије у фудбалу 1988/89.
Куп Југославије у фудбалу у сезони 1988/89. је четрдесетпрво такмичење за Пехар Маршала Тита.
У завршницу такмичења су се квалификовала 32  клуба из СФРЈ.
Победник Купа је постао Партизан, по пети пут у историји.

## Шеснаестина финала
| Утак. | Клуб                | Резултат    | Клуб               |
| ----- | ------------------- | ----------- | ------------------ |
| 1     | Травник             | 1–3         | Сарајево           |
| 2     | Динамо Винковци     | 1–0 (про.)  | Челик Зеница       |
| 3     | Шибеник             | 1–0         | Рад                |
| 4     | Кабел Нови Сад      | 0–4         | Будућност Титоград |
| 5     | Лирија Призрен      | 0–0 (5–4 п) | Хајдук Сплит       |
| 6     | Ловћен              | 0–1         | Партизан           |
| 7     | Младост Лучани      | 0–3         | Војводина          |
| 8     | Младост Петриња     | 3–5 (про.)  | Црвена звезда      |
| 9     | Напредак Крушевац   | 3–1         | Ријека             |
| 10    | Марибор             | 0–1         | Слобода Тузла      |
| 11    | Осијек              | 2–3 (про.)  | Мачва Шабац        |
| 12    | Раднички Ниш        | 1–0         | Спартак Суботица   |
| 13    | Рудар Приједор      | 1–0         | Вардар             |
| 14    | Силекс Кратово      | 0–3         | Вележ Мостар       |
| 15    | Сутјеска Никшић     | 0–0 (2–4 п) | Динамо Загреб      |
| 16    | Жељезничар Сарајево | 2–0         | Приштина           |

## Осмина финала
| Утак. | Клуб                | Резултат    | Клуб               | 1. ут. | 2. ут. |
| ----- | ------------------- | ----------- | ------------------ | ------ | ------ |
| 1     | Динамо Винковци     | 3–5         | Рудар Приједор     | 2–4    | 2–1    |
| 2     | Сарајево            | 1–2         | Војводина          | 1–0    | 0–2    |
| 3     | Шибеник             | 1–3         | Вележ Мостар       | 1–1    | 0–2    |
| 4     | Напредак Крушевац   | 0–2         | Мачва Шабац        | 0–0    | 0–2    |
| 5     | Партизан            | 5–1         | Будућност Титоград | 3–0    | 2–1    |
| 6     | Раднички Ниш        | 1–1 (1–3 п) | Лирија Призрен     | 1–0    | 0–1    |
| 7     | Слобода Тузла       | 2–6         | Црвена звезда      | 0–2    | 2–4    |
| 8     | Жељезничар Сарајево | 1–2         | Динамо Загреб      | 1–1    | 0–1    |

## Четвртфинале
| Утак. | Клуб           | Резултат | Клуб           | 1. ут. | 2. ут. |
| ----- | -------------- | -------- | -------------- | ------ | ------ |
| 1     | Мачва Шабац    | 2–2 (пг) | Динамо Загреб  | 1–0    | 1–2    |
| 2     | Партизан       | 3–2      | Црвена звезда  | 2–1    | 1–1    |
| 3     | Рудар Приједор | 2–1      | Војводина      | 2–1    | 0–0    |
| 4     | Вележ Мостар   | 4–2      | Лирија Призрен | 2–0    | 2–2    |

## Полуфинале
| Утак. | Клуб         | Резултат    | Клуб           | 1. ут. | 2. ут. |
| ----- | ------------ | ----------- | -------------- | ------ | ------ |
| 1     | Партизан     | 2–1         | Мачва Шабац    | 2–1    | 0–0    |
| 2     | Вележ Мостар | 1–1 (5–3 п) | Рудар Приједор | 1–0    | 0–1    |

## Финале
| Клуб                                  | Резултат | Клуб |
| ------------------------------------- | --- | --- |
| Партизан                              | 6 - 1 | Вележ Мостар |
| Датум                                 | 10. мај, 1989. | 10. мај, 1989. |
| Стадион                               | Стадион ЈНА, Београд | Стадион ЈНА, Београд |
| Гледалаца                             | 35.000 | 35.000 |
| Судија                                | Бранко Бујић, Бар | Бранко Бујић, Бар |
| Партизан (тренер: Момчило Вукотић)    | Фахрудин Омеровић, Борче Средојевић, Миодраг Бајовић, Владимир Вермезовић, Гордан Петрић, Предраг Спасић, Драгољуб Брновић, Горан Милојевић (66' Бајро Жупић), Слађан Шћеповић, Фадиљ Вокри, Небојша Вучићевић (72' Зоран Батровић) | Фахрудин Омеровић, Борче Средојевић, Миодраг Бајовић, Владимир Вермезовић, Гордан Петрић, Предраг Спасић, Драгољуб Брновић, Горан Милојевић (66' Бајро Жупић), Слађан Шћеповић, Фадиљ Вокри, Небојша Вучићевић (72' Зоран Батровић) |
| Вележ Мостар (тренер: Жарко Барбарић) | Вукашин Петрановић, Мили Хаџиабдић, Исмет Шишић (72' Ахмед Госто), Ивица Барбарић, Веселин Ђурасовић, Ибрахим Рахимић, Зијад Репак, Зденко Једвај (69' Дамир Черкић), Предраг Јурић, Анел Карабег, Семир Туце                       | Вукашин Петрановић, Мили Хаџиабдић, Исмет Шишић (72' Ахмед Госто), Ивица Барбарић, Веселин Ђурасовић, Ибрахим Рахимић, Зијад Репак, Зденко Једвај (69' Дамир Черкић), Предраг Јурић, Анел Карабег, Семир Туце                       |
| Стрелци                               | 1-0 Вучићевић 30'(пен), 2-0 Вучићевић 34', 3-0 Милојевић 52', 4-0 Вокри 55', 5-0 Вермезовић 58', 5-1 Репак 65', 6-1 Батровић 79' | 1-0 Вучићевић 30'(пен), 2-0 Вучићевић 34', 3-0 Милојевић 52', 4-0 Вокри 55', 5-0 Вермезовић 58', 5-1 Репак 65', 6-1 Батровић 79' |

| Победник Купа Југославије у фудбалу 1988/89. |
| -------------------------------------------- |
| Партизан 5. титула.                          |